# 서야중학교
서야중학교(西野中學校)는 대한민국 충청남도 당진시 합덕읍 합덕리에 있는 사립 중학교이다.

## 학교 연혁
- 1958년 4월 20일 : 삼민 고등공민학교 개교
- 1966년 2월 16일 : 학교법인 정민학원 설립인가
- 1966년 4월 5일 : 서야중학교 개교 및 입학식(초대 류재하 교장 취임)
- 1971년 12월 1일 : 정민학원 류재하 이사장 취임
- 1975년 3월 7일 : 서야고등학교 개교 및 입학식
- 1996년 11월 15일 : 정민관(강당) 준공
- 1998년 11월 30일 : 해바라기집(여자기숙사) 준공
- 1999년 3월 29일 : 거북이집(양궁장) 준공
- 2002년 6월 12일 : 숭덕원(기숙사 및 급식실) 준공
- 2006년 8월 1일 : 류대현 제2대 이사장 취임
- 2007년 8월 7일 : 서연학사(기숙사) 준공
- 2015년 2월 5일 : 제47회 졸업 46명(누계 8,270명)
- 2024년 1월 5일 : 중학교 제56회 졸업
- 2024년 3월 4일 : 류주현 제9대 교장 취임

## 참고 자료
- 서야중학교 - 한국교육학술정보원 학교알리미